# Резек, Ян
Ян Ре́зек (чеш. Jan Rezek; род. 5 мая 1982, Теплице) — чешский футболист, полузащитник.

## Карьера

### Клубная
Серьёзно заниматься футболом начал в 1988 году в школе клуба «Сокол» из Бржезно, с 1995 по 1997 год продолжал обучение в школе клуба «Диосс» из Хомутова. Затем с 1997 по 2000 год выступал за юношеские и молодёжные команды клуба «Теплице», в котором в итоге начал и профессиональную карьеру в 2001 году.
Был официально заявлен в состав клуба «Теплице» на сезон 2001/02, но на поле тогда так и не вышел, а 2-ю половину сезона провёл в аренде в клубе Второй лиги «Хомутов», где и состоялся профессиональный дебют Яна, сыгравшего 13 матчей и забившего 4 мяча. В следующем сезоне дебютировал и в составе клуба «Теплице», проведя 23 встречи, забив 2 мяча и став, вместе с командой обладателем Кубка Чехии. Сезон 2003/04 стал для Резека последним в «Теплице», в первом круге он сыграл 13 матчей, забил 1 мяч и дебютировал в Кубке УЕФА, в первом раунде которого «Теплице» выбил из турнира «Кайзерслаутерн», а во втором «Фейеноорд», в ворота обоих клубов Ян забил по голу, после чего, в зимний перерыв, пополнил ряды одного из сильнейших клубов Чехии пражской «Спарты», с которой подписал контракт на 3,5 года. В составе «Спарты» и доиграл сезон, проведя 10 матчей, забив 1 мяч, во второй раз в карьере став, в составе команды, обладателем Кубка Чехии и впервые вице-чемпионом страны. В сезоне 2004/05 провёл 7 матчей, благодаря чему впервые в карьере стал, вместе с командой, чемпионом Чехии, кроме того, играл в матчах Лиги чемпионов против «Ференцвароша» и «Фенербахче».
Летом 2005 года перешёл в «Кубань», с которой 11 августа подписал контракт на 2,5 года, в состав команды был официально заявлен 15 августа. Дебютировал за «Кубань» в выездном матче против «Анжи», а всего в том сезоне провёл 13 матчей. В период межсезонья тренировался в составе «Кубани», однако в итоге тренерскому штабу не подошёл, и даже не был включён в заявку на следующий сезон, после чего вернулся на родину.
С июля по сентябрь 2006 года выступал в составе «Виктории» из города Пльзень, провёл 6 матчей, забил 2 мяча, после чего, на правах аренды, вернулся в «Спарту», где и доиграл сезон, проведя 19 встреч, забив 2 мяча, во второй раз в карьере став чемпионом Чехии и в третий раз обладателем Кубка страны. По завершении сезона подписал со «Спартой» полноценный контракт.
В следующем сезоне провёл 11 матчей и забил 1 мяч, благодаря чему по итогам сезона снова стал, вместе с командой, вице-чемпионом страны. С февраля по июль 2008 года выступал на правах аренды в составе клуба «Богемианс 1905», сыграл 10 встреч, в которых забил 2 мяча, после чего вернулся в «Спарту», где ему места в основном составе уже не нашлось, в результате чего Резек покинул пражский клуб.
Сезон 2008/09 провёл в составе «Виктории», в которую вернулся по завершении отношений со «Спартой», в том розыгрыше провёл 20 матчей, забил 3 мяча в ворота соперников. В клубе из Пльзеня начал и следующий сезон, проведя 8 матчей в 1-м круге чемпионата.
Перед началом сезона 2014/15 вернулся в Кипр, подписав контракт с «Аполлоном».
Летом 2015 года подписал контракт с клубом «Пршибрам» из одноимённого города.

### В сборной
В 2003 году выступал в составе молодёжной сборной Чехии, провёл 2 матча: 29 апреля против сборной Турции и 15 ноября против сборной Швейцарии в Базеле.
С 2010 по 2012 год выступал за главную сборную страны, проведя 21 матч и забив 4 мяча.

## Статистика выступлений за сборную
| Матчи Яна Резека за сборную Чехии | Матчи Яна Резека за сборную Чехии | Матчи Яна Резека за сборную Чехии | Матчи Яна Резека за сборную Чехии | Матчи Яна Резека за сборную Чехии | Матчи Яна Резека за сборную Чехии | Матчи Яна Резека за сборную Чехии |
| --------------------------------- | --------------------------------- | --------------------------------- | --------------------------------- | --------------------------------- | --------------------------------- | --------------------------------- |
| №                                 | Дата                              | Оппонент                          | Счёт                              | Голы                              | Соревнование                      |                                   |
| 1                                 | 17 ноября 2010                    | Дания                             | 0:0                               | -                                 | Товарищеский матч                 |                                   |
| 2                                 | 9 февраля 2011                    | Хорватия                          | 2:4                               | -                                 | Товарищеский матч                 |                                   |
| 3                                 | 25 марта 2011                     | Испания                           | 1:2                               | -                                 | Отборочный матч ЧЕ-2012           |                                   |
| 4                                 | 4 июня 2011                       | Перу                              | 0:0                               | -                                 | Товарищеский турнир               |                                   |
| 5                                 | 7 июня 2011                       | Япония                            | 0:0                               | -                                 | Товарищеский турнир               |                                   |
| 6                                 | 10 августа 2011                   | Норвегия                          | 0:3                               | -                                 | Товарищеский матч                 |                                   |
| 7                                 | 3 сентября 2011                   | Шотландия                         | 2:2                               | -                                 | Отборочный матч ЧЕ-2012           |                                   |
| 8                                 | 6 сентября 2011                   | Украина                           | 4:0                               | 1                                 | Товарищеский матч                 |                                   |
| 9                                 | 11 октября 2011                   | Литва                             | 4:1                               | 2                                 | Отборочный матч ЧЕ-2012           |                                   |
| 10                                | 11 ноября 2011                    | Черногория                        | 2:0                               | -                                 | Отборочный матч ЧЕ-2012           |                                   |
| 11                                | 15 ноября 2011                    | Черногория                        | 1:0                               | -                                 | Отборочный матч ЧЕ-2012           |                                   |
| 12                                | 29 февраля 2012                   | Ирландия                          | 1:1                               | -                                 | Товарищеский матч                 |                                   |
| 13                                | 1 июня 2012                       | Венгрия                           | 1:2                               | -                                 | Товарищеский матч                 |                                   |
| 14                                | 8 июня 2012                       | Россия                            | 1:4                               | -                                 | ЧЕ-2012. Групповая стадия         |                                   |
| 15                                | 16 июня 2012                      | Польша                            | 1:0                               | -                                 | ЧЕ-2012. Групповая стадия         |                                   |
| 16                                | 21 июня 2012                      | Португалия                        | 0:1                               | -                                 | ЧЕ-2012. 1/4 финала               |                                   |
| 17                                | 15 августа 2012                   | Украина                           | 0:0                               | -                                 | Товарищеский матч                 |                                   |
| 18                                | 8 сентября 2012                   | Дания                             | 0:0                               | -                                 | Отборочный матч ЧМ-2014           |                                   |
| 19                                | 11 сентября 2012                  | Финляндия                         | 0:1                               | -                                 | Товарищеский матч                 |                                   |
| 20                                | 12 октября 2012                   | Мальта                            | 3:1                               | 1                                 | Отборочный матч ЧМ-2014           |                                   |
| 21                                | 16 октября 2012                   | Болгария                          | 0:0                               | -                                 | Отборочный матч ЧМ-2014           |                                   |

## Достижения
«Теплице»
- Обладатель кубка Чехии: 2002/03

 «Спарта» (Прага)
- Чемпион Чехии (2): 2004/05, 2006/07
- Вице-чемпион Чехии (2): 2003/04, 2007/08
- Обладатель кубка Чехии (2): 2003/04, 2006/07

 «Виктория» (Пльзень)
- Вице-чемпион Чехии: 2013/14